# Jerónima Yáñez de la Fuente
Jerónima Yáñez de la Fuente, O.S.C. (řeholním jménem: Jeronima od Nanebevzetí; 9. května 1555 Toledo – 22. října 1630 Manila) byla španělská řeholnice, klariska a abatyše.

## Život
Narodila se 9. května 1555 v Toledu do zbožné nižší šlechtické rodiny Pedra Garcíi y Yánez a Cataliny de la Fuente. Vyrůstala na ulici Calle de los Letrados poblíž kostela svatého Marka. Ve čtrnácti letech potkala svatou Terezii od Ježíše a po setkání pocítila touhu zasvětit svůj život Bohu. Oslovil jí život Kláry z Assisi, proto se rozhodla 15. srpna 1570 vstoupit do kláštera klarisek Santa Isabel de los Reyes, kde již byly řeholnicemi její dvě tety z otcovy strany. Postupně pracovala jako zdravotní sestra, chovatelka slepic, kostelnice, vikářka sboru a zásobářka. Později se stala novicmistrovou a získala si pověst svaté ženy. Bohatí dárci jí posílali dary a prosili o její modlitby, posílala jídlo do vězení a místních nemocnic. Rozdávala chléb a vejce žebrákům.

### Cesta na dálný východ
Myšlenku založení kláštera v Manile poprvé nadnesl Jeronimě roku 1599 dominikán Diego Soria. Někteří z podporovatelů myšlenky se domnívali, že by to posílilo závazek koruny vůči ostrovům. Františkán Pedro Matías se o sestře Jeronimě zmínil bohatému páru, který se rozhodl stát patronem kláštera za předpokladu, že se Jeronima stane abatyší.
Řeholník José de Santa María byl jmenován prokurátorem, který měl zařídit potřebná královská cestovní povolení a další finanční záležitosti, zatímco samotná Jeronima byla jmenována zakladatelkou a první abatyší filipínského kláštera. Nový klášter měl být prvním svého druhu, a to jak v Manile, tak na celém Dálném východě.
Její cesta na Filipíny započala v dubnu 1620 spolu se šesti sestrami. V Seville se k ní přidaly další dvě sestry, a poté pokračovaly do Cádizu, odkud se s flotilou vydaly na plavbu přes Atlantský oceán do Nového Španělska. Po příjezdu do Veracruzu se po souši vydaly do Ciudad de México, kam dorazily koncem září 1620. Zůstaly tam asi šest měsíců a na cestu se připojily další dvě sestry. Dne 21. dubna 1621 vypluly na Filipíny.
Na Filipíny dorazila 24. července 1621. Zpočátku byla vlídně přijata civilními i církevními autoritami, ale brzy došlo k neshodám. Její touha přijímat do kláštera také domorodé ženy, zachovat čistotu řádu a zákaz přítomnosti služebnic v klášteře ji přivedly do konfliktu s nadřízenými řádu, kteří ji roku 1623 zbavili postavení abatyše.
Roku 1628 požádala o založení kláštera pro domorodé ženy v Pandacanu, ale žádost byla zamítnuta. V posledních 30 letech života trpěla nemocí. Zemřela 22. října 1630.

## Proces svatořečení
Proces byl zahájen 17. února 1631 v manilské arcidiecézi, poté byl přerušen a následně obnoven 15. července 1989.